# Slingsby

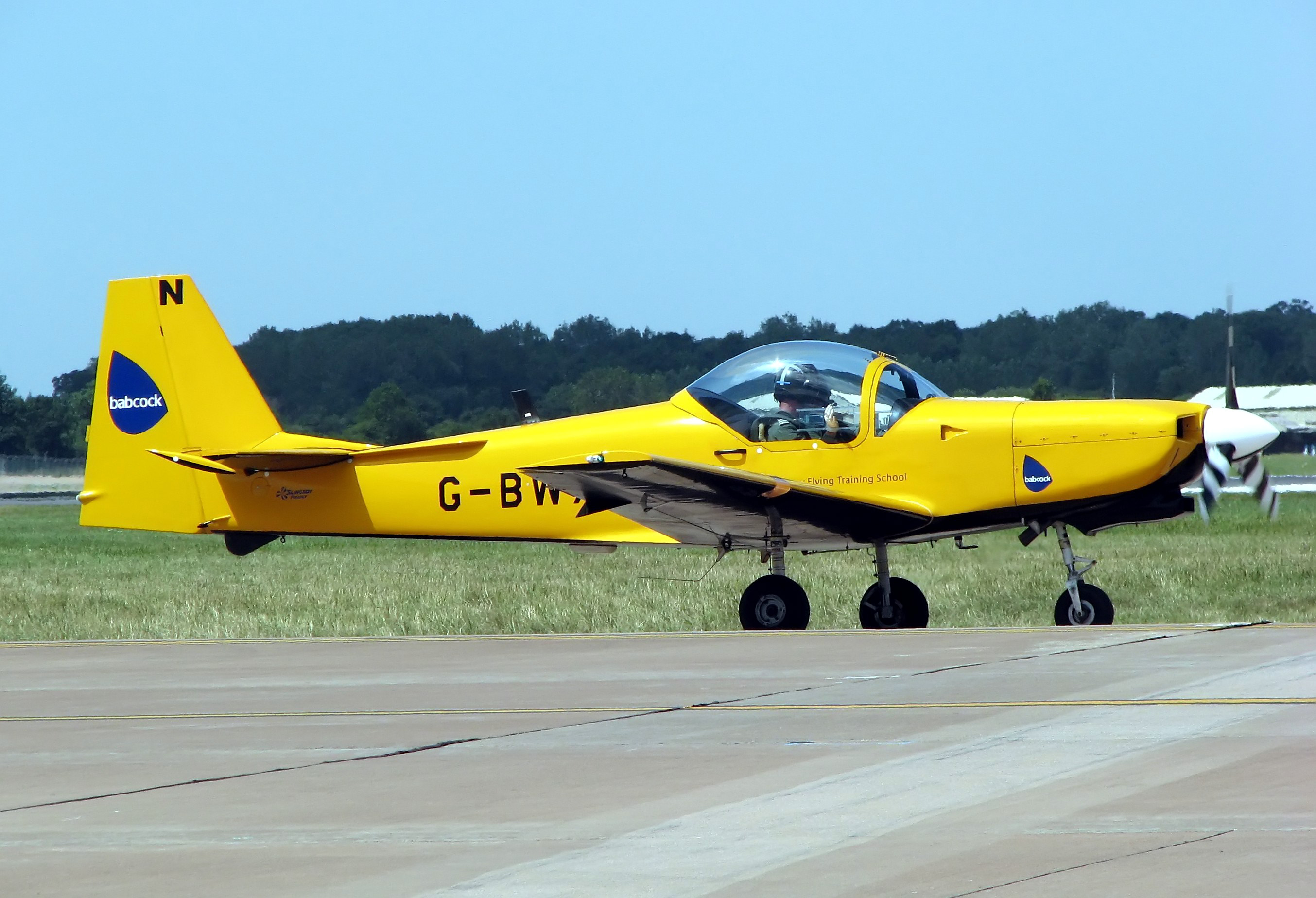
Slingsby T.67 Firefly

Slingsby Aviation est une entreprise aéronautique britannique, basée à Kirkbymoorside (Angleterre). Depuis 2006, l'entreprise s'appelle Slingsby Advanced Composites .
De nombreux types d'avions et de planeurs furent construits par Slingsby Aviation. Seul le T67 est encore en construction.

## Historique
La société Slingsby fut créée sous le nom de Slingsby Sailplanes par Frederick Nicholas Slingsby, aviateur durant la Première Guerre mondiale.
La société était alors établie à Scarborough.
En 1931, le premier planeur de la firme prit l'air. C'était un modèle développé en Allemagne.
En 1934, la société se déplaça à Kirkbymoorside.
Pendant la Seconde Guerre mondiale, Slingsby contribua à la construction de planeurs militaires.